# Bermuda (Spiel)
Bermuda ist ein kooperatives Kartenspiel des Spieleautors Carlo Emanuele Lanzavecchia. Das Spiel für drei bis sechs Spieler ab zehn Jahren dauert etwa 15 Minuten pro Runde. Es ist im Jahr 2015 beim Verlag HUCH! & friends erschienen und wurde im Jahr 2015 beim österreichischen Spielepreis Spiel der Spiele als „Spiele Hit mit Freunden“ ausgezeichnet.

## Thema und Ausstattung
Bei dem Spiel geht es um eine Tauchergruppe, die im Bermudadreieck nach Schätzen taucht und dabei von einer Nixe als Hüterin bedroht wird. Die Spieler versuchen dabei gemeinsam, innerhalb der Zeit, die sie die Luft anhalten können, Kartenreihen auszulegen und damit möglichst viele Schatzkarten zu erhalten.
Das Spielmaterial besteht neben der Spieleanleitung aus 92 Karten. Dabei handelt es sich um eine Nixenkarte, 28 Schatzkarten und 63 Tauchkarten.

## Spielweise
Das Spiel läuft über fünf Spielrunden. Zu Beginn jeder Runde wird die Kartenauslage vorbereitet. Dabei werden so viele Schatzkarten ausgelegt, wie Spieler am Spiel teilnehmen. Darüber wird die Nixenkarte platziert. Die Tauchkarten werden gemischt und jeder Spieler erhält 12 Karten und nimmt diese auf die Hand, beim Spiel mit sechs Spielern erhält jeder Spieler nur 10 Karten.
Alle Spieler spielen gemeinsam und gleichzeitig. Die Spielrunde beginnt damit, dass alle Spieler tief einatmen und dann die Luft anhalten. Die Spieler platzieren nun Karten unterhalb der Schatzkarten, bis sie die Anzahl der auf der Karte angegebenen Anzahl exakt erreichen. Die untereinander liegenden Karten müssen dabei immer einen Punkt Abstand zur vorher abgelegten Karte in der Reihe haben, die Eins und die Neun gelten ebenfalls als benachbart. Die Spieler dürfen bei der Auslage mit Handzeichen miteinander kommunizieren.
Sobald ein Spieler atmet, endet die Runde sofort, danach wird der Tauchgang ausgewertet. Die Spieler bekommen alle Schatzkarten, unter denen sich exakt die Anzahl der geforderten Tauchkarten befindet und bei deren Reihenfolge kein Fehler vorliegt. Schatzkarten, unter denen nicht exakt die geforderte Anzahl Karten liegen oder bei denen sich Fehler in der Reihenfolge befinden, bekommt die Nixe. Danach werden die Karten für die nächste Runde ausgelegt.
Das Spiel endet nach fünf Runden, danach werden die Karten ausgewertet. Die Tauchergruppe bekommt für jede erhaltene Schatzkarte jeweils einen Punkt, die Nixe erhält die Anzahl der auf den Karten angegebenen Verteidigungspunkte. Übersteigt die Anzahl der Punkte der Spieler die der Nixe, haben sie das Spiel gewonnen. Sie verlieren, wenn sie weniger Punkte als die Nixe haben.

## Rezeption
Das Spiel ‚‘Bermuda’’ wurde von Carlo Emanuele Lanzavecchia entwickelt. Es wurde 2015 von dem Verlag HUCH! & friends als multilinguale Version veröffentlicht, die grafische Gestaltung stammt von Oliver und Sandra Freudenreich. 2016 erschien zudem eine französische Version bei Gigamic.
Im Jahr 2015 wurde Bermuda beim österreichischen Spielepreis Spiel der Spiele als „Spiele Hit mit Freunden“ ausgezeichnet.

## Belege
1. 1 2 3 4 5  Spieleanleitung Bermuda (Memento vom 19. März 2015 im Internet Archive)
2. ↑  Versionen von Bermuda bei BoardGameGeek; abgerufen am 10. August.